# Can Dalmau (Saus, Camallera i Llampaies)
Can Dalmau és una casa de Saus, al municipi de Saus, Camallera i Llampaies (Alt Empordà). que forma part de l'Inventari del Patrimoni Arquitectònic de Catalunya. Està situat dins del nucli urbà de la població de Saus, a la banda nord del nucli, al carrer de l'Església.

## Descripció
És un edifici de grans dimensions i planta rectangular, format per diversos cossos adossats, fruit de reformes i afegits de diferents èpoques. Presenta jardí lateral. La façana al carrer de l'Església està formada per tres cossos rectangulars adossats, amb les cobertes de dues vessants de teula. El principal està distribuït en planta baixa i un pis, amb un portal emmarcat amb carreus de pedra i la llinda plana damunt permòdols, i una finestra restituïda. A la banda oest hi ha els altres dos cossos, distribuïts en tres plantes, amb un pis afegits a mitjans del segle xx. Destaquen els balcons exempts, amb la llinda gravada amb la data 1865. També destaca el gran portal d'arc rebaixat d'accés al jardí. La façana de ponent està orientada al jardí i presenta les obertures rectangulars emmarcades amb pedra, tot i que amb forces reformes. Envers el nord hi ha dues construccions més adossades al nucli principal. La central presenta una sola planta, amb terrassa superior i el portal d'accés a l'interior de la casa. A l'esquerra, un cos de dues plantes i coberta de dues aigües, amb una galeria d'arcs de mig punt restituïda. Els portals dels dos edificis foren reformats respecte a la seva obertura original. L'interior de l'edifici presenta cobertes de volta a la planta baixa i empostissats de fusta al pis. A la sala principal, dues grans arcades divideixen l'espai.
La construcció és bastida amb pedra sense escairar de diverses mides i còdols, lligat amb morter i amb carreus a les cantonades.

## Història
Casal d'estructura complexa resultat de successives addicions i segregacions. Encara que no es té certesa, es creu que el seu origen es remunta al segle xvii. La construcció presenta moltes fases pertanyents a períodes diferents: El portal d'època moderna conviu amb els balcons construïts a la segona meitat del segle xix, segons es pot apreciar a les llindes commemoratives que exhibeixen la data 1865, i amb les ampliacions del segle xx. A aquest últim període correspondria l'últim pis bastit als anys 50.